# Jules Lunier
Jules Lunier (Sorigny, 1822 - Saint-Sulpice-de-Favières, 1885) est un aliéniste français et un membre de l'Académie de Médecine (1882-1884). Il est surtout connu pour sa lutte contre la loi du 30 juin 1838 sur les aliénés et pour ses nombreuses publications relatives au traitement des déséquilibrés.

## Biographie
Neveu du docteur Baillarger, Jules Lunier naît à Sorigny d'un père aubergiste. Après des études secondaires au lycée de Tours, il intègre la faculté de médecine de Paris. D'abord en résidence sous la direction de son oncle à la Salpêtrière, Lunier devient, en 1845, interne des hôpitaux de Paris. Finalement, en 1849, il termine ses études en soutenant une thèse sur la paralysie générale progressive. 
Désormais médecin, son oncle le nomme médecin adjoint à la maison de santé d'Ivry. Il devient ensuite médecin-chef de l'asile d'aliénés de Niort avant d'être nommé, en 1858, directeur-médecin de l'asile de Blois. Il arrive alors au sommet de sa carrière.
En 1864, il devient inspecteur général du service des aliénés et du service sanitaire des prisons de France. Pendant la Guerre franco-prussienne de 1870, il joue un rôle actif comme médecin lors du siège de Paris. 
En 1873, il fonde, toujours avec le Dr Baillarger, la Société française de tempérance (ancêtre de l'Association nationale de prévention en alcoologie et addictologie). En 1878, il est chargé par le ministère de l'intérieur de rédiger un rapport sur le service des aliénés à l'occasion de l'Exposition universelle de 1878. Dans le même temps, il collabore activement à la révision de la loi du 30 juin 1838 sur les aliénés.
En 1882, il est fait membre de l'Académie de médecine. En 1884, il s'occupe de l'organisation préparatoire du congrès de l'association pour l'avancement des sciences qui se tient à Blois. Il meurt cependant d'un refroidissement avant la tenue du congrès.

## Hommages et distinctions

### Décoration
Officier de la Légion d'honneur.

### Autres hommages
À Blois, où il a longtemps exercé (1858-1880), Jules Lunier a laissé son nom à une rue ainsi qu'à la villa Lunier, aujourd'hui intégrée à la cité scolaire Augustin-Thierry.